# Căile Ferate Române

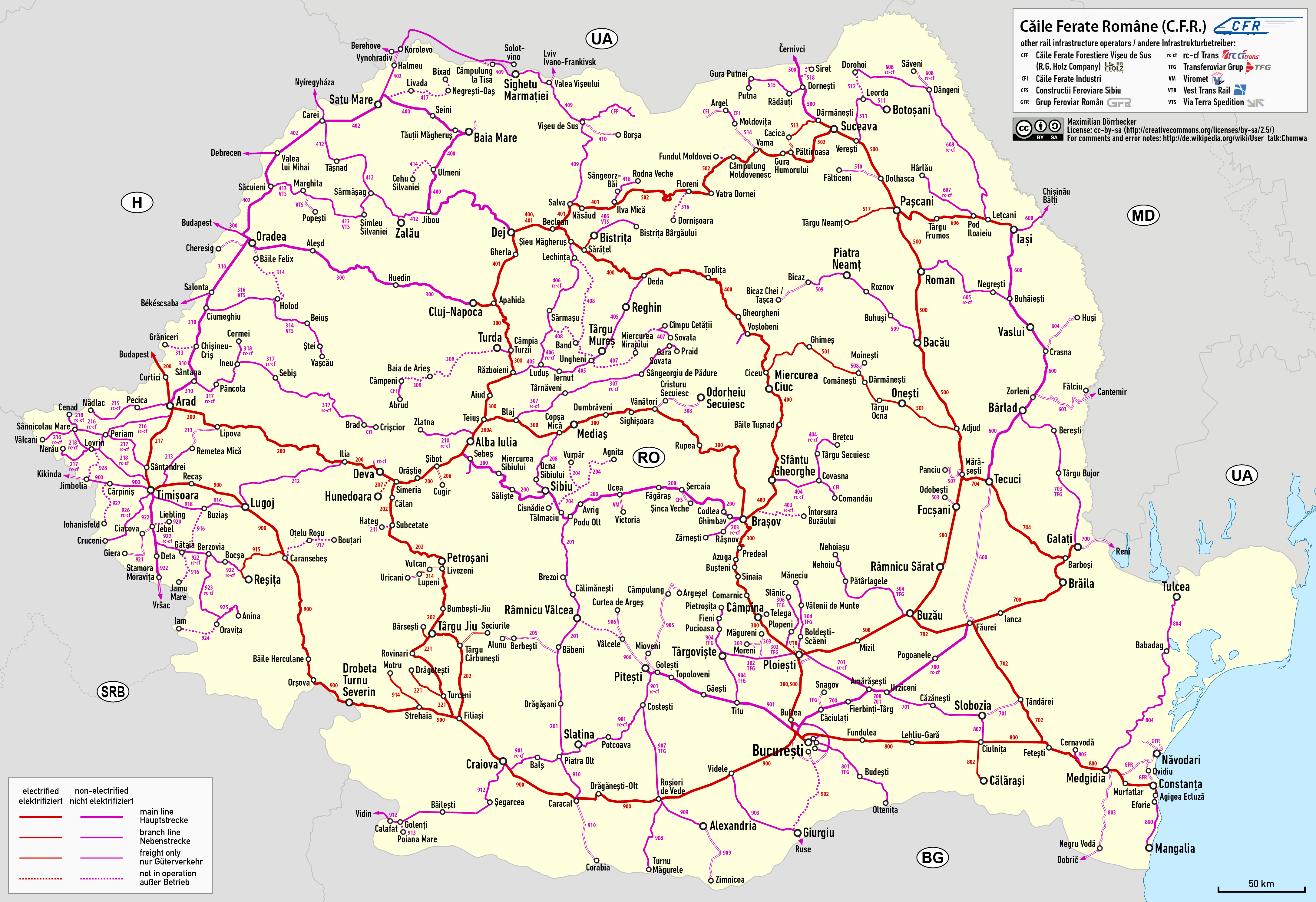
Mapa del sistema ferroviari de Romania

Căile Ferate Române (CFR) és la companyia nacional de transport ferroviari de Romania. CFR administra la tercera xarxa més important d'Europa, en termes de volum de passatger i mercaderies. La xarxa està integrada amb altres xarxes ferroviàries europees, oferint un servei paneuropeu de transport de passatgers i mercaderies. CFR, com a institució, va ser fundada l'any 1880, el primer tram de ferrocarril al territori romanès va ser inaugurada l'any 1854.
CFR està dividida en quatre companyies autònomes: CFR Viatgers, amb responsabilitat pel servei de passatgers; CFR Mercaderies, amb responsabilitat pel servei de mercaderies; CFR Infraestructura, que administra la infraestructura per la xarxa ferroviaria romanesa; Societat Ferroviaria de Turisme, o SFT, que administra línies escèniques i de turisme.
La seu central de la CFR està a Bucarest. La companyia té sucursals regionals en les següents ciutats: Cluj-Napoca, Craiova, Iaşi i Brașov. El codi internacional UIC és el 53-CFR.

## Història

### Seglexix
La primera línia de ferrocarril del territori de l'actual Romania fou inaugurada el 20 d'agost de 1854 entre Oravița a Transsilvània i Baziaș, un port del riu Danubi. Aquesta línia tenia una distància de 62,5 km, i era utilitzada exclusivament pel transport de carbó. A partir del 12 de fener de 1855, la línia fou explotada pels ferrocarrils austríacs, ja que Transsilvània en aquells temps formava part de l'Imperi Austrohongarès. Després de diversos mesos de treball, la línia es va obrir al trànsit de passatgers l'1 de novembre de 1856. Entre els anys 1864 i 1880, es varen construir diversos ferrocarrils en el que aleshores era el Regne de Romania. L'11 de setembre de 1865, la companyia britànica John Trevor començà la construcció de la línia Bucarest-Giurgiu. Aquesta línia es va posar en funcionament el 25 d'agost de 1869. La línia Bucarest-Giurgiu fou el primer ferrocarril construït en el territori romanès d'aquell temps per decisió del rei de Romania, que va veure com es construïa al territori de Transsilvània la línia Oravita - Bazias.
El setembre de 1866, el Parlament romanès va votar la construcció d'una línia de ferrocarril de 915 km entre Vârciorova al Sud i Roman al nord, i que havia de passar per Pitesti, Bucarest, Buzau, Braila, Galati i Tecuci, ja que aquestes eren de les ciutats més importants de Romania. Un consorci alemany Strousberg va subscriure un contracte per construir la línia a raó de 270.000 francs d'oro per kilòmetre. La línia es va posar en servei en diverses etapes, el primer tram obert va ser el de Pitesti-Bucarest-Galati-Roman que es va inaugurar el 13 de setembre de 1872 i el tram Vârciorova-Pitesti es va obrir alguns mesos més tard, el 9 de maig de 1878.
La línia Vârciorova-Roman va esdevenir un element important de la infraestructura ferroviària de Romania, ja que recorria tot el regne i garantia una connexió important pels viatgers i les mercaderies entre diverses ciutats de Valàquia i de Moldàvia. El 10 de setembre de 1868 fou inaugurada a Bucarest l'Estació del Nord (en romanès Gara de Nord). El gener de 1880, el Parlament romanès va votar el traspàs de la propietat de la línia Vârciorova-Roman que era propietat del consorci privat Strousberg a propietat estatal, quedant la línia sota l'administració del CFR, que es va constituir el mateix any per administrar totes les línies ferroviàries. El primer consell d'administració del CFR estava format pels Srs. Kalinderu, Statescu i Falcoianu.
Al maig de 1868, l'Estat romanès va signar un contracte amb un altre un consorci alemany que es va conèixer com a "consorci Offenheim", per la construcció de diverses línies més curtes en la regió de Moldàvia. Aquestes, amb una longitud total de 224 km, havien d'anar des de Roman a Itcani, de Pascani a Iasi i de Veresti a Botosani. Es varen posar en servei de forma progressiva al desembre de 1869 a novembre de 1871. Degut a la mala gestió de la línia per part del consorci Offenheim les mateixes línies es varen posar sota administració de CFR el gener de 1889. Mentrestant al llarg de la Guerra d'independència romanesa de l'any 1877, Romania es va annexionar la regió de Dobrogea, que fins al moment pertanyia a l'Imperi Otomà. L'Estat romanès va transferir a CFR l'administració de la línia Constanta-Cernavoda, oberta pels otomans l'any 1860.
La línia Bucarest-Giurgiu, va esdevenir en la primera línia construïda en el regne de Romania, també sota administració CFR d'aquesta època. A partir de 1889, l'Estat romanès va esdevenir l'únic propietari de totes les línies ferroviàries del Regne de Romania, que en aquell moment tenien una longitud de 1377 km.

### Principi del segle XX
L'any 1919 el Regne de Romania va rebre les regions de Transsilvània, Bessaràbia i de Bucovina constituint-se la Gran Romania. Es varen col·locar totes les línies de ferrocarril d'aquestes regions que anteriorment es trobaven sota control austrohongarès i rus sota l'administració de CFR. Aquest fet fou molt important pels ferrocarrils romanesos, ja que la gran fàbrica de construcció de material ferroviari i de productes siderúrgics d'Arad, que es trobava fins al moment en territori austrohongarès va passar a estar sota control romanès, fent possible que es produís una àmplia gamma de material per la construcció de noves vies i per construir locomotores pel CFR. Al llarg d'aquest període es varen posar una doble via en paral·lel a moltes línies ja existent per poder cobrir la gran demanda existent i que va portar a augmentar la capacitat de comercialització del trànsit de passatgers i mercaderies. La primera línia que es va desdoblar fou la de Bucarest-Ploiesti-Câmpina i fou completament operativa l'any 1912. Al llarg del període d'entreguerres es va posar una doble via a altres línies:
- Constanta-Cernavoda (1931)
- Adjud-Tecuci (1933)
- Teius-Apahida (1940)
- Câmpina-Brașov (1941)
- Buzau-Marasesti (1942)

Al llarg dels anys vint i 1930, CFR va adquirir també nombroses locomotores, cotxes i vagons, portant a terme un pla de modernització generalitzat. La tracció Dièsel es va introduir, mitjançant locomotores Diesel que ràpidament van ser produïdes en grans quantitats (els models més moderns d'aquestes locomotores encara estan en funcionament en alguns vies de rodalia del Banat). Un esdeveniment que va marcar la història dels ferrocarrils romanesos fou la Vaga de 1933 que es va produir al llarg de la Gran Depressió i que va donar lloc a violentes confrontacions entre els treballadors ferroviaris romanesos i la policia.

### Etapa comunista
Amb la instauració de la República Popular de Romania l'any 1948 es van fer algunes inversions molt importants en la infraestructura ferroviària, a vegades en detriment de la construcció i millora de les carreteres, ja que al llarg d'aquell període el ferrocarril es considerava un símbols de la industrialització ràpida de Romania. Així aquest mitjà de transport al llarg del mandat de dirigents comunistes com Gheorghe Gheorghiu-Dej i posteriorment Nicolae Ceausescu va ser considerat un símbol del progrés del règim comunista. L'augment del trànsit ferroviari i la construcció de noves línies, en particular en les regions rurals, l'electrificació i el desdoblament de les vies es van realitzar al llarg del període comunista.
La primera línia electrificada de la xarxa romanesa fou la línia Bucarest-Brașov, que tenia un trànsit significatiu tant en passatgers com en mercaderies. Els treballs d'electrificació varen començar any 1959, i el primer sector electrificat fou el tram entre Brașov i Predeal, que va entrar en servei el 9 de desembre de 1965. El 20 d'abril de 1966, un tram suplementari entre Predeal a Câmpina fou electrificat i la línia sencera electrificada fou inaugurada el 16 de febrer de 1969. Aquesta electrificació es va fer de forma alternativa a la xarxa industrial de 50 Hz i 25 kV. Es van desdoblar algunes vies, per facilitar la comercialització del trànsit, en particular:
- Faurei-Galati (1971)
- Pantelimon-Cernavoda (1971)
- Bucarest-Rosiori-Craiova (1972)
- Chitila-Golesti (1972)
- Brașov-Câmpul Libertatii (1974)
- Adjud-Suceava (1975)

Des de mitjans dels anys setanta, les locomotores de tracció a vapor van deixar d'estar en funcionament, essent substituïdes per locomotores estandarditzades Diesel i elèctriques, per la major part construïdes a Romania a la fàbrica Astra d'Arad.

### CFR des de l'any 1989
Amb la caiguda del comunisme arran de la Revolució romanesa de 1989, Romania tenia una de les xarxes ferroviàries més grans, més denses i més freqüentades d'Europa, però a la vegada amb una infraestructura relativament antiquada. Això combinat amb la decadència econòmica que va patir el país al llarg de la dècada dels anys noranta en el seu procés de transició d'una economia planificada a una economia capitalista de mercat, va provocar que CFR entrés en un període de relativa crisis i decadència. Així per afrontar el nou període la direcció de CFR va decidir tancar algunes línies poc transitades, sobretot en les zones rurals.
A causa d'aquesta crisi la imatge de CFR va patir un seriós deteriorament tant dins del país com a l'estranger en part per què el material i les infraestructures ferroviàries es van deteriorar, els trens patien considerables retards, s'oferia un servei de mala qualitat i al seny de la direcció general havia un important desordre. Aquesta situació va perdurar fins a l'any 1998, quan la "Societat Nacional dels Camins de Ferro Romanesos" (en romanès Societatea National a Cailor Ferate Române) va ser reorganitzada en quatre divisions autònomes amb l'objectiu de millorar la seva eficàcia, la societat va canviar de nom a "Companyia Nacional dels Camins de Ferro Romanès SA" (en romanès Compania National de Caile Ferate CFR S.A.). Després d'aquesta reforma, la situació econòmica dels ferrocarrils romanesos va millorar significativament, en part afavorida pel creixement que va experimentar l'economia romanesa a partir de l'any 2000, que va permetre realitzar importants inversions públiques en la xarxa de ferrocarrils i va portar a CFR a ser de nou una de les empreses administradores de xarxes ferroviàries de la regió amb més beneficis i eficàcia.
Des de l'any 1989 nombroses línies de curt recorregut s'han tancat, en particular línies industrials o de via estreta, degut en part per la competència sorgida per les empreses privades de transport de passatgers, així com el descens del nombre de passatgers d'aquestes. De cara al futur hi ha altres línies que es tancaran, en particular línies secundàries de la província de Timis, que són molt antigues, poc transitades i forçament danyades per les inundacions produïdes en aquesta regió l'any 2005. En total són 75 km de línies que seran tancades de forma progressiva fins a l'any 2007 (des de l'any 1990 s'han tancat aproximadament uns 1000 km de vies ferroviàries, la majoria a les zones rurals). La Societat Ferroviària de Turisme (SFT), que és la branca turística de CFR, recentment ha reobert algunes línies de via estreta que són explotades de forma esporàdica, normalment dos cops al més, per a ús turístic, aquests trams són el de Abrud-Câmpeni, Târgu Mures-Band i Moldovita-Canton. Tots els ferrocarrils forestals (Caile ferate forestiere) s'han privatitzat i venut, tot i que des de l'any 1989 eren explotades per les empreses que explotaven els recursos forestals. Alguns trams, com el del ferrocarril turístic de la vall del Vasser, han passat a ser des de llavors importants atraccions turístiques.

### Modernització
A principis dels anys 2000, CFR es va comprometre a un programa de modernització global per a millorar la seva imatge que, tant a nivell interior com internacional, es caracteritzava per un servei mediocre i un material antiquat. Les primeres fases de la modernització van consistir a modernitzar un gran nombre de trens Rapid i InterCity, així com estendre els serveis IC per a formar una xarxa exprés que donés cobertura a tot el país. Per reforçar el creixement de la xarxa InterCity romanesa el CFR va adquirir a principis de l'any 2003 diversos trens model Desiro de l'empresa Siemens, alguns dels quals es van construir a Arad. Aquests models van ser reanomenats pels romanesos com a  Sageata Albastra ("Fletxes blaves"), i serveixen per garantir els serveis Accelerat, Rapid i InterCity en trams de mitja i curta distància. Els models Desiro van ser el símbol de modernització de CFR, però la companyia va rebre crítiques d'alguns usuaris i especialistes, ja que aquests consideraven que la CFR no havia utilitzat correctament els trens, en ser aquests de tracció dièsel i ser utilitzats en serveis express de llarga distància (en lloc d'utilitzar-los segons la seva funció original de trens express de rodalia de curta distància), servei per al qual no estaven preparats (seients durs, baixa velocitat i deficient aïllament acústic).
La companyia va reaccionar posant en servei a finals de l'any 2004 uns quants models Desiro millor insonoritzats i equipats, amb seients més confortables que es van reduir de 110 a 70 per vagó, per permetre així una millor amplada dels seients i dels passadissos. Avui dia, la CFR continua tenint models Desiro en trajectes de mitjana distància, tot i que en trajectes de llarga distància s'utilitzen altres models modernitzats.
A més dels Desiros, la CFR també ha adquirit nous vagons llit (model WLABmee), per als trens InterCity. Aquests nous vagons de la CFR es troben entre els més moderns d'Europa, ja que estan equipats amb climatització, pantalles LCD i dutxes modernes a cada compartiment. Entre les noves adquisicions hi ha cotxes de dos nivells amb gran capacitat de passatgers, utilitzats en els serveis Accelerat i Rapid. A part d'aquestes millores, la CFR també ha renovat algunes sèries de locomotores, en particular les sèries de locomotores elèctriques 40 i 41. S'han adquirit també deu noves locomotores Taurus (Siemens (empresa)|Siemens) per als trens Rapid i InterCity.
El programa de modernització de CFR inclou també el projecte XSELL, que té com a objectiu la introducció a Romania d'un sistema de venda electrònic de bitllets. Aquesta innovació persegueix la modernització d'un sistema ferroviari que al llarg dels últims anys ha millorat considerablement i que actualment compleix les normatives europees pel que fa al transport ferroviari i de mercaderies. Actualment el sistema de venda de bitllets és obsolet, ja que en molts punts de venda encara s'utilitzen bitllets de cartró en lloc de bitllets electrònics. El projecte XSELL es va posar en marxa a la Gara de Nord de Bucarest el novembre de 2004, i s'ha d'ampliar a totes les principals estacions romaneses al llarg de l'any 2005.
Els serveis de la CFR continuen millorant-se, l'empresa ha arribat a un punt d'inflexió en la seva estratègia comercial i en un nivell de servei entre els millors a la regió del sud-est europeu. Això no obstant, determinades preocupacions es manifestaren sobre el fet que la CFR, que encara no han arribat a l'equilibri econòmic, no té els mitjans per a finançar la modernització de la infraestructura que ha de realitzar-se, especialment en el context d'un govern propens actualment a desenvolupar la infraestructura de carreteres en prejudici dels ferrocarrils.

### Privatització parcial
Tot i que el transport ferroviari de viatgers no és un monopoli a Romania, el CFR encara és l'únic transportista que proposa aquests tipus de serveis a escala nacional. Això no obstant, després de la reestructuració de la CFR l'any 1998, es varen concedir aproximadament el 10% de les línies romaneses a empreses privades. Conegudes amb el nom de línies inter-operables (linii neinteroperabile en romanès), inclouen les línies Zarnesti-Brașov i Ploiesti-Maneciu. La CFR no està autoritzada a fer circular els seus trens per aquestes línies: les companyies privades concessionàries tenen el monopoli de gestió d'aquestes vies. A part de la CFR Viatgers dotze societats diferents exploten altres serveis locals de viatgers en línies no inter-operables, però cap d'aquests sobrepassa la llargada de 40 km. 28 societats privades, com Petromidia i Servitrans exploten serveis de transport de mercaderies, utilitzant les línies principals amb el seu propi material rodant i pagant drets per accedir a la infraestructura de la CFR. L'any 2005 es varen denunciar alguns d'aquests acords i les línies varen tornar a estar sota ús exclusiu de la CFR.
L'agost de 2005 la CFR va anunciar la seva intenció de privatitzar la seva filial especialitzada en el transport de mercaderies, CFR Marfa.

## Serveis de viatgers
CFR Calatori, la filial de viatgers de la CFR, explota set tipus de trens de viatgers, tant en territori romanès, amb les seves pròpies locomotores i remolcant el seu material, com a l'estranger amb el seu material remolcat. La CFR cobreix els viatges internacionals d'altres operadors a Romania amb les seves locomotores.
Els diferents tipus de trens es diferencien per la seva velocitat i tipus de cotxe. Les categories de trens a la CFR són les següents:
- Personal (P) - numerats de 2000 a 9999
- Accelerat (A) - numerats de 1000 a 1999
- Rapid (R) - numerats de 200 a 499, de 600 a 999 y de 10000 a 14999
- InterCity (IC) - numerats de 500 a 599
- EuroCity (EC) - numerats com a trens IC de 500 a 599
- EuroNight (EN) - numerats com a trens IC de 500 a 599
- Special (S) - trenes turístics que circulen amb un numeració especial.

### Personal
El tipus de tren Personal és el tren de viatgers més extens per a tota la xarxa romanesa, ja que es destinen majoritàriament a fer serveis de llançadora connectant les principals ciutats amb l'extraradi o les poblacions veïnes, així connectant ciutats veïnes entre elles. Els trens Personal tenen la velocitat mitjana més baixa (34,3 km/h l'any 2004) i el material menys còmode, ja que se sovint el més antiquat. Per aquest motiu els Personal tenen la reputació de ser uns trens que estan sempre plens de gent, que són molt lents i que estan molt descuidats.
Els trens Personal circulen en general en les línies locals, fen parada a totes les estacions. Les tarifes per aquest tipus de trens són les més econòmiques de la CFR, sense cap suplement addicional, ja que el preu es calcula en funció de l'impost de base i la distància, això fa que el viatger no tingui assignat un seient al tren i que no es pugui fer reserva per comprar els bitllets.
L'estat dels trens Personal és molt divers segons el trajecte a emprar. Mentre que a les línies que connecten ciutats amb poblacions veïnes (com la de Bucarest i Pitesti), la qualitat del material està en millors condicions que aquells trens Personal que fan el servei de les ciutats amb les zones rurals (com la línia Timisoara-Berzovia).
La majoria dels combois de trens de la categoria Personal estan integrats per cotxes d'un o dos nivells sense compartiments. En la majeria de trens d'aquesta categoria no existeixen vagons de primera classe. La majoria dels trens de la categoria Personal daten dels anys setant i vuitanta i el seu color característic extern del vehicle és el blau. A algunes línies molt cortes com la de Bucovina, es pot trobar, material dels anys quaranta i cinquanta.
La CFR està procedint a modernitzar tot el material dels trens Personal, en especials dels vehicles de dos nivells, que es continuaran utilitzant com a Personali alguns passaran a la categoria Accelerat. Es procedirà a fer una renovació dels vehicles antics i a la introducció de nous vehicles (es va començar a introduir els nous vehicles l'any 2003), però en la majoria dels casos es milloraran i adequaran els vehicles existents.

### Accelerat
Els tren de la categoria Accelerat s'utilitza per les relacions a mitjana i llarga distància, amb aturades únicament a algunes ciutats. Els trens Accelerat estan millor equipats que els trens de la categoria Personal i són considerablement més ràpids. També el preu dels bitllets en aquests tren són més cars, ja que al preu base s'ha de sumar un suplement addicional. Segons el trajecte que efectiu el tren Accelerat es poden reservar bitllets amb antelació.
Els trens Accelerat també s'utilitzen en línies interregionals a llarga distància (com la línia que uneix Oradea - Galati, de més de 830 km). Els trens fan parada en les principals ciutats, però no en els pobles, tot i això són molt utilitzats en trajectes curts i menys en trajectes llargs entre grans ciutats.
Els nous vehicles Accelerat està constituït per vehicles d'un únic nivell, com el vehicles més vells, pintats en blau i alguns porten una franja blanca. Tots els vehicles estan dividits en vuit compartiments de vuit places a segona classe i de sis places a la primera classe. L'estat del material és inferior als trens de categoria Rapid o InterCity, però els trens Accelerat estan molt més plens que els trens d'aquestes dos categories.
La majoria dels trens Accelerat estan en procés de renovació. Els de la línia Bucarest a Constanta són un dels que en millors condicions estan. Tot i això els trens de la categoria Accelerat tenen també una mala reputació, deguts al seu estat de mal manteniment pel que fa a la neteja.
La CFR no obstant va començar a portar a terme un procés de modernització dels serveis Accelerat a principis de l'any 2005 introduint nous vehicles de dos nivells per a aquells trajectes de mitjana distància molt freqüentades com la línia de Bucarest - Predeal. Alguns trens de model Siemens Desiro es van introduir en algunes de les línies que cobrien trens Accelerat en línies de mitjana distància Transsilvània i a Moldàvia (Iasi - Piatra Neamt). Els trens Accelerat en llarga distància ofereixen a menut llits, però rarament formen part dels combois trens cotxes-llits.
Dos trens internacionals (Bucarest-Venise i Bucarest-Chisinau) circulen en règim Accelerat i d'aquesta forma pot oferir tarifes més baixes i així prestar un servei més competitiu enfront del transport per carretera i per avió. No obstant els trens són de la categoria  InterCity i, per tant, són de més elevada qualitat. Els trens Accelerat tenen també una reputació de ser trens bastant bruts, en part degut als llargs recorreguts i a les seves contínues parades.

### Rapid
Els trens Rapid  són clarament més ràpids i més còmodes que els trens Accelerat i Personal, són els utilitzats per als desplaçaments de llarga distància entre les principals ciutats romaneses. Els trens Rapid circulen únicament en les línies principals que connecten les grans aglomeracions. Contràriament a les altres categories de trens més inferiors que no garanteixen serveis interregionals a llarga distància, els Rapid si que ofereixen aquest servei i s'aturen a poques parades intermèdies anant pràcticament de forma directa des de l'origen fins a la destinació final.
El material dels trens Rapid recentment fou objecte del pla de modernització de CFR. Es van modernitzar diverses sèries de cotxes i equipades de la climatització, de serveis ecològics, això no obstant, una petita part dels trens Rapid, principalment en 
les línies menys freqüentades, el material continua estant bastant envellit i fins i tot antiquat. L'any 2004, dels models Diesel Desiro Siemens es varen posar en servei en els desplaçaments a mitjana distància. El material Rapid està en general pintat en vermell amb una banda blanca horitzontal.
Tots els cotxes Rapid estan dividits en compartiments de sis places tant en primera com a segona classe, però només estan climatitzats els compartiments de primera classe. En els trajectes més llargs hi ha cotxes llits.

### InterCity
Els trens InterCity (IC) constitueixen els de gamma alta del servei de viatgers
de CFR i garanteixen els desplaçaments entre les principals ciutats, 
així com els serveis en llançadores entre Bucarest i el litoral del mar Negre o les estacions de muntanya del Carpats de Sinaia i Predeal. Els trens InterCity només s'aturen en principi a les aglomeracions de 100.000 habitants. Els 
trens són els més ràpids de tots els de la CFR, amb una velocitat mitjana de 87 km/h l'any 2004, i està format pel material remolcat més modern i el format pel material i el més còmode i pot competir en aquest sentit amb altres companyies europees. Per tant, la tarifa del InterCity inclou un suplement important que s'afegeix a la tarifa bàsica. Això no obstant, pel fet que los serveis IC siguin més que lleugerament més costosos que els serveis Rapid que els trens InterCity es van tornar molt populars tant per als viatges familiars com als desplaçaments de negocis.
Existeixen dos tipus de models de trens InterCity: norma (o "clàssic") i el Desiro. El parc InterCity normalment és nou, o renovat (es varen construir tots els cotxes IC després de l'any 1995), amb climatització. Aquests trens es consideren generalment pel seu alt nivell de comoditat, neteja i qualitat en el servei.
Els trens InterCity  normalment estan pintant de color gris i vermell, en particular pels trens de la classe C160 que és la més recent. La majoria dels cotxes InterCity estan dividits en compartiments, tot i que recentment existeix una tendència quant a procedir una renovació dels trens i a suprimir els compartiments.
Els serveis de viatgers IC de gama alta o internacionals, como el trajecte Bucarest-Constanta, utilitzen cotxes de construcció romanesa Astra AVA-200, amb una velocitat límit de 200 km/h y que constitueixen el material més còmode del parc de CFR. De fet, segons els "Amics de CFR", un Diari ferroviari romanès, hi ha una neta degradació de la qualitat de servei en els trens IC Bucarest-Viena quan l'explotació garantida per la CFR fou represa pels ferrocarrils austríacs (ÖBB) l'any 2003, causant nombroses reclamacions a favor d'una tornada del material de la CFR.
Els models Diesel Desiro Siemens, pintats en blau i blanc, es destinen als serveis IC a més curta distància, habitualment amb una o dues aturades intermèdies (per exemple en el trajecte Sibiu-Brașov). L'any 2005, els trens InterCity 
garanteixen els següents trajectes: